# Зулсдорф, Кози
Кози Зулсдорф (англ. Cozi Zuehlsdorff; род. 3 августа 1998) — американская актриса и певица. Наиболее известной ролью актрисы является роль Хейзел Хаскет в фильме «История дельфина» (2011) и в его сиквеле «История дельфина 2» (2014). Также снялась в комедийном ситкоме «Могучие медики» в роли Джордан. В ноябре 2014 года выпустила свой дебютный мини-альбом Originals. Подписала контракт с независимым лейблом танцевальной музыки Monstercat. Сотрудничала с Hellberg, исполнив бэк-вокальные партии на его сингле «The Girl». По состоянию на начало 2021 года клип на эту песню просмотрело около 15 млн человек.

## Карьера
Участвовала в различных мюзиклах с раннего детства. Дебютировала в кино в 2011 году, снявшись в роли Хейзел в фильме «История дельфина». Позже появилась в ситкоме Disney Channel «Лив и Мэдди» и в сериале Disney XD «Могучие медики». В 2014 году вновь снялась в роли Хейзел в сиквеле «История дельфина 2».
Также помимо актёрской карьеры Кози проявляет себя и в качестве сольной певицы и автора песен. В частности она написала песню «Brave Souls» для «Истории дельфина 2». В ноябре 2014 года на независимом лейбле она выпустила свой дебютный мини-альбом Originals. Сотрудничала с исполнителем Hellberg, исполнив бэк-вокальные партии на его сингле «The Girl», выпущенном 16 марта 2016 года на Monstercat. 26 июня 2016 года на том же лейбле был выпущен клип на трек немецкого хаус дуэта Vicetone под названием «Nevada», в котором Кози также принимала участие как вокалистка. На 2021 год клип посмотрели более 31 миллиона раз.

## Дискография

### Originals
Originals — дебютный мини-альбом американской актрисы и певицы Кози Зулсдорф, выпущенный 27 ноября 2014 года в цифровом формате на Google Play, iTunes, Spotify и Google Play Music.

## Список композиций
| №                   | Название               | Автор(ы)            | Длительность |
| ------------------- | ---------------------- | ------------------- | ------------ |
| 1.                  | «Overruled»            | Кози Зулсдорф       | 3:28         |
| 2.                  | «Middle of A»          | Кози Зулсдорф       | 2:42         |
| 3.                  | «My Jam»               | Кози Зулсдорф       | 3:02         |
| 4.                  | «Original Originals»   | Кози Зулсдорф       | 3:23         |
| 5.                  | «Shield»               | Кози Зулсдорф       | 3:56         |
| 6.                  | «Turn the Light On»    | Кози Зулсдорф       | 3:26         |
| 7.                  | «That's All She Wrote» | Кози Зулсдорф       | 3:25         |
| Общая длительность: | Общая длительность:    | Общая длительность: | 23:23        |

### В качестве приглашённого артиста
- Hellberg — The Girl (при участии Кози Зулсдорф) (2015)
- Рич Эдвардс — Where I’ll Be Waiting (при участии Кози Зулсдорф) (2016)
- Vicetone[англ.] — Nevada (при участии Кози Зулсдорф) (2016)
- MYRNE[англ.] — Confessions (при участии Кози Зулсдорф) (2017)
- Vicetone[англ.] — Way Back (при участии Кози Зулсдорф) (2018)
- Aiobahn — Medusa (при участии Кози Зулсдорф)[9] (2019)

## Фильмография

### Фильмы
| Год  | Название                       | Роль           | Примечание           |
| ---- | ------------------------------ | -------------- | -------------------- |
| 2011 | История дельфина               | Хейзел Хаскет  |                      |
| 2013 | Винтер: дельфин, который может | Рассказчик     | Документальный фильм |
| 2014 | История дельфина 2             | Хейзел Хаскет  |                      |
| 2017 | Чистая страна: чистое сердце   | Пайпер Спенсер | Прямое видео         |

### Телевидение
| Год       | Название               | Роль                        | Примечания                                 |
| --------- | ---------------------- | --------------------------- | ------------------------------------------ |
| 2011      | 1st Look               | Играет саму себя-интервьюер | «История дельфина»                         |
| 2011      | Сделано в Голливуде    | Играет саму себя            | Эпизод #7.1                                |
| 2013      | Понедельник утром      | Триша Миллер                | Эпизод 1.2: «Deus Ex Machina»              |
| 2013      | София Прекрасная       | Певица                      | Эпизод: «Всего лишь один из принцев»       |
| 2013      | Лив и Мэдди            | Оушен                       | Эпизоды: «Steal-A-Rooney», «Kang-A-Rooney» |
| 2013—2015 | Могучие медики         | Джордан                     | Постоянная роль, 9 эпизодов                |
| 2015      | Реанимация             | Одри                        | Эпизод: 10 (ассистентка)                   |
| 2016      | Кей Си. Под прикрытием | Пинки                       | Эпизод: «Поймайте его, если сможете»       |
| 2018      | Чумовая пятница        | Элли                        | Disney Channel Original Movie              |